# Родригес, Хоао
Хоа́о Леа́ндро Родри́гес Гонса́лес (исп. Joao Leandro Rodríguez González; родился 12 мая 1996 года, в Кукуте, Колумбия), более известный как Хоао Родригес — колумбийский футболист, нападающий аргентинского клуба «Атлетико Альварадо». Выступал в молодёжной сборной Колумбии.

## Клубная карьера
Хоао Родригес родился в Кукуте. В 2012 году в возрасте 16 лет присоединился к юношеской Академии «Депортес Киндио». После выступления на чемпионате Южной Америки до 15 лет, он попался на глаза клубных скаутов со всего мира, в том числе и «Челси». Хоао провел два месяца на просмотре в юношеской команде «Челси» до 16 лет и оставил хорошее впечатление, достаточное чтобы подписать соглашение о будущем пятилетнем профессиональном контракте, вступающим в силу в его семнадцатилетие. Родригес стал первым колумбийцем в истории лондонского клуба. В рамках соглашения, Хоао, остался в «Депортес Киндио» до начала сезона 2013/14, после чего прибыл в Лондон. В январе 2014 года Родригес вернулся в Колумбию на правах аренды в «Униаутонома», за который сыграл 6 матчей и забил 1 гол в ворота «Индепендьенте Медельин».
15 августа 2014 года Родригес перешёл в клуб «Бастия», выступающий во французской Лиге 1, на правах аренды сроком на один сезон. Дебютировал за «Бастию» в официальной игре 16 августа 2014 года в матче второго тура Лиги 1 против «Пари Сен-Жермен» (0:2), заменив Брандао на 73-й минуте. Проведя всего 6 матчей за клуб на старте сезона, Хоао перестал получать игровую практику и был отозван из аренды 9 января. 3 августа 2015 года Хоао перешёл в клуб «Сент-Трюйден», выступающий в бельгийской Про-лиге, на правах аренды сроком на один сезон. 16 августа дебютировал в Про-лиге, выйдя на замену в матче 4-го тура против «Гента» (0:1).

## Международная карьера
Хоао представлял Колумбию на чемпионате Южной Америки до 17 лет в 2013 году. Выступая под 10-м номером, он дебютировал 2 апреля в стартовом матче группового этапа против Парагвая (1:1). На протяжении группового этапа, Хоао ни чем не выделился, и только в заключительном матче группового этапа против Аргентины он наконец-то забил свой первый гол. Тем не менее, Колумбия проиграла матч 3:2 и выбыла из турнира, заняв последнее место.
В составе молодёжной сборной, Родригес участвовавал в Тулонском турнире 2014 года, где 24 мая в дебютном матче против Бразилии (1:2), забил свой первый гол. Сборная на турнире заняла предпоследнее место в своей группе.

## Статистика выступлений
| Выступление      | Выступление      | Выступление      | Лига | Лига | Кубок страны | Кубок страны | Кубок лиги | Кубок лиги | Еврокубки | Еврокубки | Итого | Итого |
| Клуб             | Лига             | Сезон            | Игры | Голы | Игры         | Голы         | Игры       | Голы       | Игры      | Голы      | Игры  | Голы  |
| ---------------- | ---------------- | ---------------- | ---- | ---- | ------------ | ------------ | ---------- | ---------- | --------- | --------- | ----- | ----- |
| Униаутонома      | Примера          | 2014             | 6    | 1    | 0            | 0            | 0          | 0          | 0         | 0         | 6     | 1     |
| Униаутонома      | Итого            | Итого            | 6    | 1    | 0            | 0            | 0          | 0          | 0         | 0         | 6     | 1     |
| Бастия           | Лига 1           | 2014/15          | 5    | 0    | 0            | 0            | 1          | 0          | 0         | 0         | 6     | 0     |
| Бастия           | Итого            | Итого            | 5    | 0    | 0            | 0            | 1          | 0          | 0         | 0         | 6     | 0     |
| Витория Сетубал  | Примейра         | 2014/15          | 0    | 0    | 0            | 0            | 0          | 0          | 0         | 0         | 0     | 0     |
| Витория Сетубал  | Итого            | Итого            | 0    | 0    | 0            | 0            | 0          | 0          | 0         | 0         | 0     | 0     |
| Сент-Трюйден     | Про-лига         | 2015/16          | 10   | 0    | 2            | 0            | 0          | 0          | 0         | 0         | 12    | 0     |
| Сент-Трюйден     | Итого            | Итого            | 10   | 0    | 2            | 0            | 0          | 0          | 0         | 0         | 12    | 0     |
| Всего за карьеру | Всего за карьеру | Всего за карьеру | 21   | 1    | 2            | 0            | 1          | 0          | 0         | 0         | 24    | 1     |